# Петерсон, Егор Андреевич
Егор Андреевич Петерсон (1810―1888) ― русский государственный деятель, лесовод и педагог. Председатель Учёного Комитета Министерства Государственных имуществ, тайный советник, профессор, директор Санкт-Петербургского земледельческого института (в 1864—1871).

## Биография
Егор Андреевич Петерсон родился в 1810 (или 1809) году. Происходил из купеческих детей, воспитывался в Санкт-Петербургском практическом лесном институте, в котором окончил курс в 1829 году и тогда же был определён запасным лесничим при Департаменте государственных имуществ.
В 1829 году Петерсон был назначен преподавателем математики и геодезии в Лесной институт; в 1831 году был командирован за границу для усовершенствования в лесоводстве и с этой целью, будучи за границей, в 1834 году был определен к Прусскому Министерству «для обсервации таксационных комиссий в восточной Пруссии». По возвращении из заграничной командировки (в 1835 г.) Петерсон был назначен в 1836 г. учёным лесничим и профессором лесных наук в Лисинское учебное лесничество. В 1838 гг. заболел и снова уехал лечиться за границу.
В 1840 году он назначается членом Комитета для составления нового «Лесного устава», в 1841 г. ученым лесничим при 3-м Департаменте государственных имуществ, а в 1842 г. — членом Учёного Комитета Министерства Государственных имуществ и специального комитета по лесной части.
В 1843 году, с открытием в Министерстве Государственных имуществ Лесного Департамента, Е.А. Петерсон занял место начальника отделения по устройству лесов и ведению правильного лесного хозяйства. С этого времени у него начинается разносторонняя деятельность: он стал редактором «Исторического Обозрения управления государственными имуществами», членом комиссии для пересмотра Лесного тарифа 1825 года, членом Ветеринарного комитета и членом Мануфактурного совета; в 1845 году содействовал разработке Инструкции по лесоустройству. Одновременно, в 1847—1858 годах он был инспектором классов Санкт-Петербургского Мариинского института.
В 1864 году Петерсон назначен был директором Санкт-Петербургского Земледельческого Института, однако был вынужден покинуть пост в 1871 году после арестов нескольких профессоров и студентов. В 1873 году стал председателем Учёного Комитета Министерства Государственных имуществ. В 1874 году министр П. А. Валуев возложил на Петерсона председательство в комиссии по регулированию прав сервитута владельцев в казенных лесах Курляндской губернии.
Умер 3 февраля 1888 года в чине тайного советника (с 1869 г.), был награждён орденом Святого Владимира 2-й степени, орденом Белого Орла, орденами Святой Анны и Святого Станислава 1-й степени, а также австрийским орденом Железной Короны 1-й степени.
По отзывам современником придерживался прогрессивных взглядов и либерально относился к своим студентам. Обладая огромной эрудицией и сохранив до глубокой старости светлую память, Петерсон был незаменимым советником в технических вопросах по лесному хозяйству, хотя в лесоводственной литературе он оставил весьма немного следов: лишь несколько статей в «Журнале Министерства Государственных имуществ» дают некоторое понятие о взглядах автора на некоторые вопросы лесного хозяйства. Петерсон состоял членом Императорского Вольно-Экономического общества и Лесного общества в Санкт-Петербурге. Зная в совершенстве многие европейские языки, Егор Андреевич составил обширную библиотеку на русском и иностранных языках, которую его сестра, после его смерти, принесла в дар Учёному Комитету Министерства Государственных имуществ (ныне собрание хранится в Сельскохозяйственной библиотеке в Санкт-Петербурге).